# Chelonarium japonicum
Chelonarium japonicum is een keversoort uit de familie Chelonariidae. De wetenschappelijke naam van de soort is voor het eerst geldig gepubliceerd in 1963 door Nakane.